# جيمس رووي (لاعب كريكت)
جيمس رووي (4 يوليو 1979 في المملكة المتحدة - ) (بالإنجليزية: James Rowe)‏ هو لاعب كريكت بريطاني. لعب مع Durham University Centre of Cricketing Excellence ‏ وKent Cricket Board ‏.

## وصلات خارجية
- جيمس رووي على موقع إي آس بي آن كريك إنفو (الإنجليزية)